# 德氏底潛魚
德氏底潛魚為輻鰭魚綱鼬魚目鼬魚亞目隱魚科的其中一種，分布於北大西洋區，包括挪威、冰島、丹麥、不列顛群島等海域，棲息深度52-403公尺，體長可達30公分，為底棲性魚類，屬肉食性，以魚類及無脊椎動物為食。

## 擴展閱讀
維基物種上的相關：德氏底潛魚